# Parafia Matki Bożej Fatimskiej w Kąpinie
Parafia Matki Boskiej Fatimskiej w Kąpinie – rzymskokatolicka parafia usytuowana w przy ulicy Wiejskiej w Kąpinie w gminie Wejherowo. Wchodzi w skład dekanatu Wejherowo w archidiecezji gdańskiej.

## Historia
- 1927 – Rodzina Napierałów  wybudowała rodzinną kapliczkę w Kąpinie[1] – na wzór kapliczek Kalwarii Wejherowskiej;
- Luty 1998 – ks. prał. Daniel Nowak przystąpił w porozumieniu z władzami miasta do odrestaurowania starej kaplicy. Dobudowano do niej nawę główną o konstrukcji drewnianej. Wszystkie te prace wykonano społecznie przy udziale parafian z kościoła Chrystusa Króla w Wejherowie, a wystrój wnętrza kaplicy powierzono artystom: Arturowi Wyszeckiemu i Tomaszowi Morkowi. Ściana główna i sklepienie kaplicy zostały wyłożone kolorową mozaiką;
- 12 listopada 1998 – arcybiskup metropolita gdański – Tadeusz Gocłowski CM, dokonał poświęcenia kaplicy i figury Matki Boskiej Fatimskiej w Kąpinie;
- 1 lipca 2002 – Abp Gocłowski dekretem biskupim ustanowił i erygował nową parafię pod wezwaniem Matki Boskiej Fatimskiej w Kąpinie, a jej pierwszym proboszczem z zadaniem zorganizowania struktur duszpasterskich i wybudowania Kościoła został – ks. Zbigniew Zdybel;
- 2004 – po zatwierdzeniu projektu budowy domu parafialnego, zostały wykonane wykopy i następnie fundamenty pod piwnice;
- 13 października 2017 – podczas odpustu parafialnego zostają wprowadzone relikwie związane ze świętymi Pastuszkami – Franciszkiem i Hiacyntą Marto, którym objawiła się Matka Boża.

## Proboszczowie
- 2002–2017: ks. kan. Zbigniew Zdybel[2][3][4][5]
- od 1 III 2017: ks. mgr lic. Wojciech Niemczyk[6][7]